# 解县 (唐朝)
解县（「解」，中古擬音：ghreh，切，音同「邂」），中国旧县名。
唐朝武德元年（618年）置，治所在今山西省运城市盐湖区解州镇，属虞州。贞观十七年（643年），解县并入虞乡县，同属蒲州。贞观二十二年（648年），复置解县，属河中府。五代后汉乾祐元年（948年）置解州，解县为州治。北宋、金朝、元朝时，沿袭旧制。明朝洪武初年，解县并入解州，属平阳府。清朝时，解州升为解州直隶州。1912年，改解州为解县。1954年与虞乡县合并为解虞县，治所在解州镇。1958年并入运城县。